# برد (اسم)
برد هو اسم علم مذكر من أصل عربي، ومعناه هو الثوب المخطط اليماني، وكساء صوفي يلتحف بها.

## وصلات خارجية
- موسوعة السلطان قابوس لأسماء العرب